# خشب صناعي

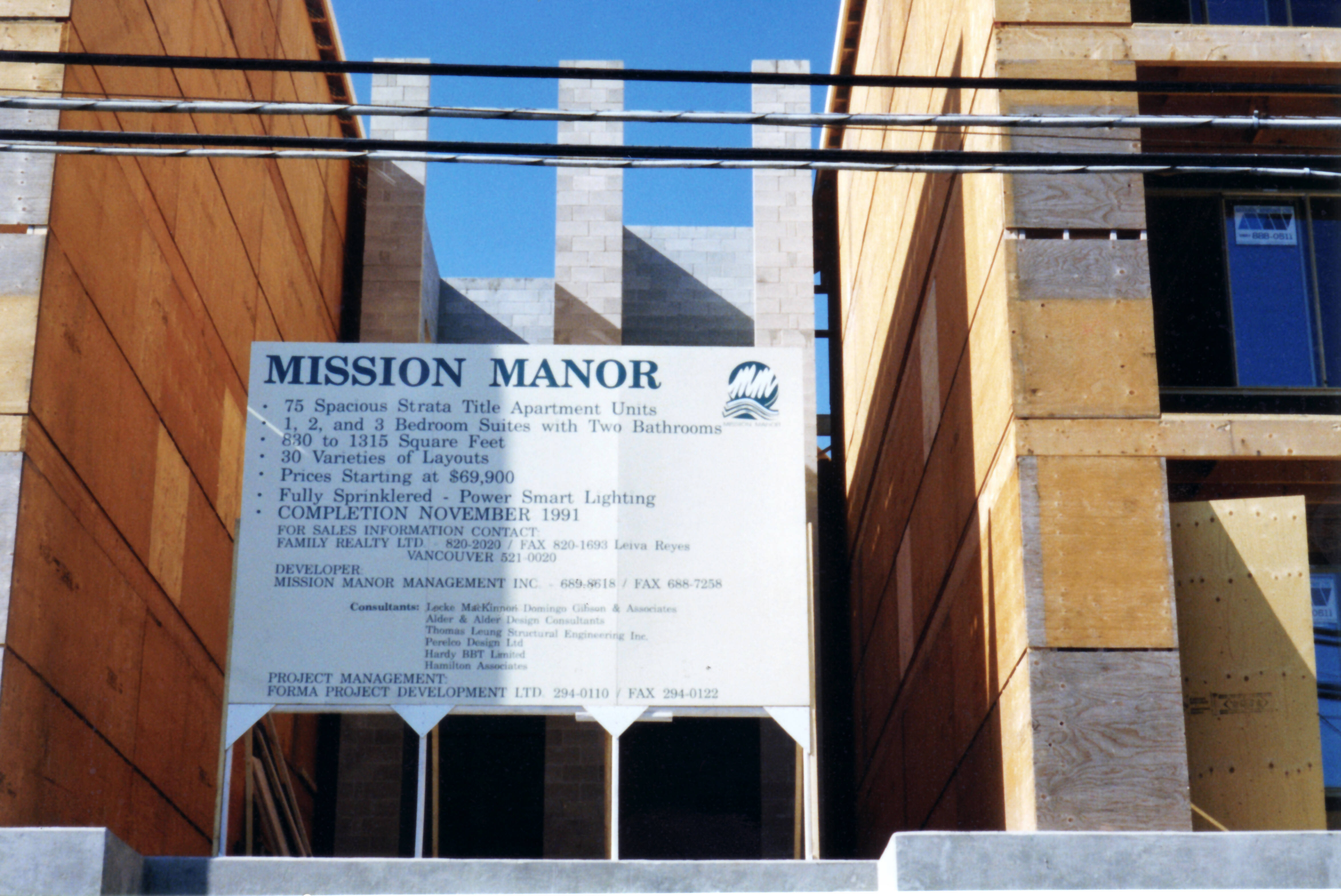
75 Unit شقة مبنى, made largely of wood, in ميشن، كولومبيا البريطانية.

الخشب الصناعي، ويسمى أيضاً الخشب المركب، أو الألواح المصنعة؛ ويشمل مجموعة واسعة من المنتجات المشتقة من الخشب والتي يتم تصنيعها عن طريق ربط أو لصق خيوط، أجزاء، ألياف، قشور، أو لوحات خشبية بمواد لاصقة، أو غيرها من أساليب التثبيت لتشكيل المواد المركبة. صممت هذه المنتجات وفقاً لمواصفات تصميم دقيقة يتم اختبارها لتلبية معايير تصميم وطنية أو دولية. وتستخدم أنواع الخشب الصناعي في مجموعة متنوعة من التطبيقات، من بناء المنازل، المباني التجارية، والمنتجات الصناعية. ويمكن استخدام هذه المنتجات كعوارض والتي تحل محل حديد الصلب في العديد من مشاريع البناء.

## روابط خارجية
- APA The Engineered Wood Association
- Canadian Wood Council Engineered Wood Products
- Engineered Wood Products Association
- Certiwood
- Naturally: Wood نسخة محفوظة 22 مايو 2016 at the Portugese Web Archive
- FPInnovations 2010 A Synthesis of Research on Wood Products and Greenhouse Gas Impacts 2nd Edition نسخة محفوظة 21 مارس 2012 على موقع واي باك مشين.
- Innowood
- Engineered Wood